# Conocarpus erectus
Conocarpus erectus är en tvåhjärtbladig växtart som beskrevs av Carl von Linné. Conocarpus erectus ingår i släktet Conocarpus och familjen Combretaceae. IUCN kategoriserar arten globalt som livskraftig. Inga underarter finns listade i Catalogue of Life.

## Bildgalleri

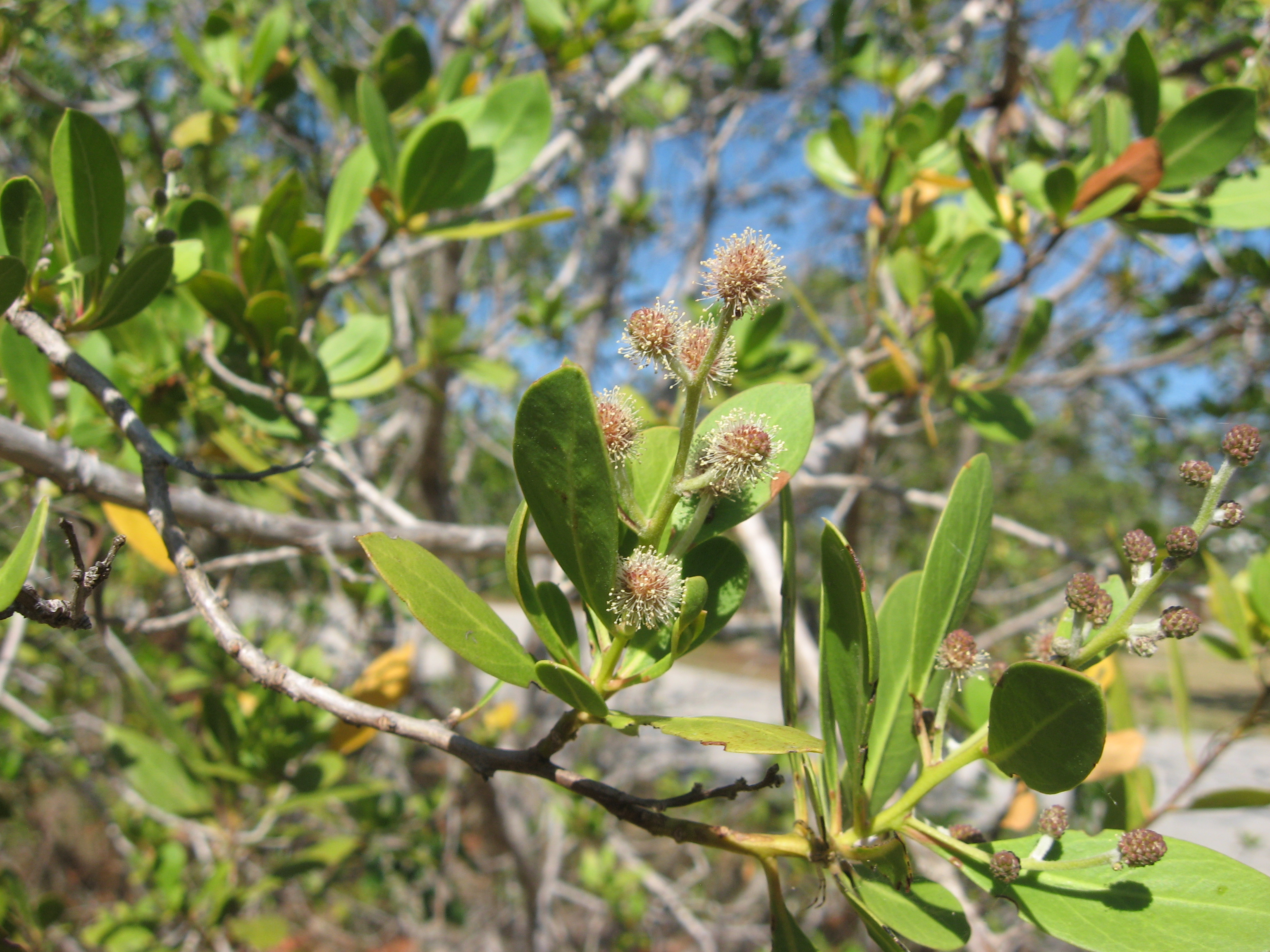